# Meiningen (Vorarlberg)
Meiningen ist eine Gemeinde im österreichischen Bundesland Vorarlberg mit 2480 Einwohnern (Stand 1. Jänner 2024). Die Gemeinde liegt am Rhein, der an dieser Stelle Grenzfluss zur Schweiz ist.

## Geografie
Meiningen liegt im westlichsten Bundesland Österreichs, Vorarlberg, im Bezirk Feldkirch auf 425 m ü. A. Höhe. Die Gemeinde hat eine Fläche von 5,37 Quadratkilometer. Davon sind 47 Prozent landwirtschaftliche Nutzfläche und 19 Prozent sind bewaldet. Es existieren keine weiteren Katastralgemeinden in Meiningen.
Nachbargemeinden
Meiningen grenzt unmittelbar an die Schweizer Staatsgrenze zu Oberriet im Kanton St. Gallen.
| Oberriet (Schweiz) |                                             | Koblach  |
|                    | Kompassrose, die auf Nachbargemeinden zeigt | Rankweil |
|                    | Feldkirch                                   |          |

## Geschichte
Die erste urkundliche Erwähnung von Maningus/Maningas (Meiningen) erfolgte in einer Schenkungsurkunde von 1127, von der allerdings nur eine spätere Abschrift erhalten ist.
Meiningen gelangte 1390 mit der Herrschaft Feldkirch an Österreich. Die ursprünglich auf die Pfarreien „Unserer Lieben Frau“ und „St. Peter“ in Rankweil aufgeteilte Gemeinde erlangte 1610 die Selbständigkeit als eigene Pfarrei, seit 1609 gibt es eine Gemeindeordnung. Die Habsburger regierten die Orte in Vorarlberg wechselnd von Tirol und Vorderösterreich (Freiburg im Breisgau) aus. Von 1805 bis 1814 gehörte der Ort zu Bayern, dann wieder zu Österreich. Zum österreichischen Bundesland Vorarlberg gehört Meiningen seit der Gründung 1861. Der Ort war 1945 bis 1955 Teil der französischen Besatzungszone in Österreich.

### Bevölkerungsentwicklung
Zwar gab es in den letzten Jahrzehnten eine leicht positive Wanderungsbilanz, zu dem starken Wachstum führte jedoch die stark positive Geburtenbilanz.

## Kultur und Sehenswürdigkeiten
- Barocke Pfarrkirche Sankt Agatha

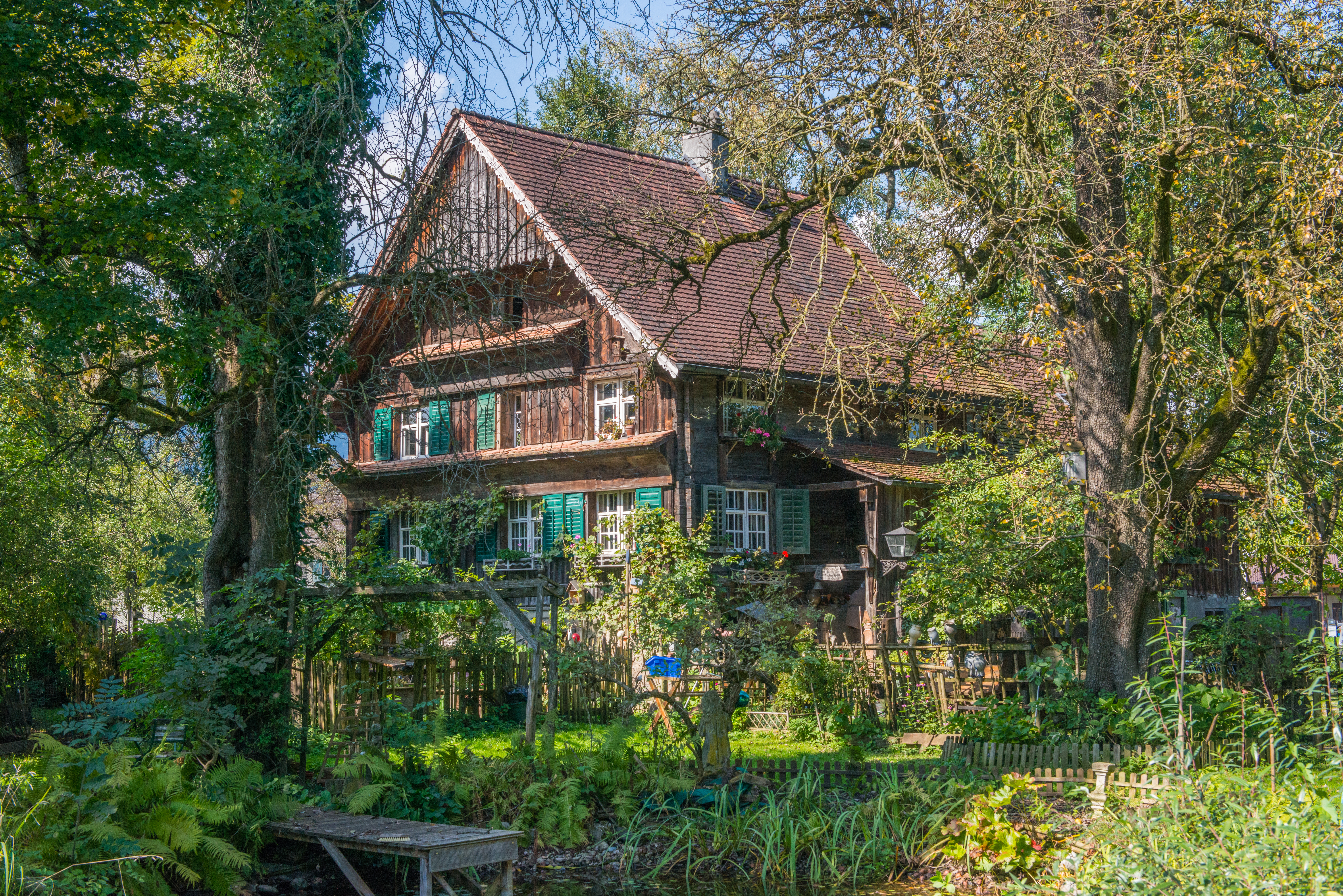
Siebers Hus, Rheintalhaus aus dem 17. Jahrhundert

- Das Siebers Hus ist ein Bauernhaus an der Hadeldorfstraße 5 und war früher eine Pferdewechselstation. Das Rheintalhaus wurde im 17. Jahrhundert erstellt und im 18. Jahrhundert umgebaut. Die Innenräume sind geprägt von der Zeit um 1900.

## Wirtschaft und Infrastruktur
Im Jahr 2010 waren 13 land- und forstwirtschaftliche Betriebe in Meiningen, davon 7 Haupterwerbsbetriebe. Im Jahr 2011 arbeiteten 191 Personen in 24 Betrieben des sekundären Wirtschaftssektors, vor allem bei der Herstellung von Waren. Der tertiäre Sektor beschäftigte 356 Menschen in 96 Betrieben.
In der Gemeinde Meiningen gibt es einen Kindergarten und eine Volksschule.
Direkt im Ort befindet sich auch ein praktischer Arzt und ein Haus für betreutes Wohnen. Im Jahr 2014 vermachte Margrit Koch ihr Vermögen der Gemeinde, um ein Haus für betreutes Wohnen zu errichten. Das 2015 eröffnete Haus wurde ihr zu Ehren Margrits Hus genannt.

## Politik

### Gemeindevertretung
In Vorarlberg wählen die Bürger alle fünf Jahre die Mitglieder der Gemeindevertretung durch Ankreuzen eines Listen-Wahlvorschlages bzw. durch Mehrheitswahl wenn kein Listenvorschlag vorliegt. Weiters den Bürgermeister durch Ankreuzen eines Wahlvorschlages.
Die Gemeindevertretung wählt in der konstituierenden Sitzung aus ihrer Mitte – sofern keine Wahl durch die Bürger zustande kam – gemäß § 61 Gemeindegesetz einen Bürgermeister und dann einen mindestens dreiköpfigen Gemeindevorstand. Die Zahl dieser „Gemeinderäte“ darf aber gemäß § 55 den vierten Teil der Zahl der Gemeindevertreter nicht übersteigen.
Der Bürgermeister führt den Vorsitz bei den generell öffentlichen Sitzungen der Gemeindevertretung, in denen kommunale Belange besprochen und Beschlüsse gefasst werden. Beobachter haben kein Mitspracherecht und kein Stimmrecht. Die Gemeindevertretung kann nach Bedarf Ausschüsse bestellen. Sitzungen des Gemeindevorstandes und der Ausschüsse sind nicht öffentlich.

#### Sitzverteilung nach den Wahlen
- Gemeindevertretungswahlen 1985: ÖVP 9, SPÖ 3, Freie Wählerschaft 3.[12]
- Gemeindevertretungswahlen 1990: ÖVP 7, Freie Wählerschaft 3, SPÖ 3, Meininger Dorfliste 2.[13]
- Gemeindevertretungswahlen 1995: Freie Wählerschaft 8, ÖVP 8, Meininger Dorfliste 2.[14]
- Gemeindevertretungswahlen 2000: ÖVP 9, Freie Wählerschaft Meiningen (FW) 7, Freiheitliche 1, SPÖ 1.[15]
- Gemeindevertretungswahlen 2005: ÖVP 9, Freie Wählerschaft Meiningen (FW) 7, SPÖ 2.[16]
- Gemeindevertretungswahlen 2010: ÖVP 13, Freie Wählerschaft Meiningen und Freiheitliche 5.[17]
- Gemeindevertretungswahlen 2015: ÖVP 14, FPÖ 7.[18]
- Gemeindevertretungswahlen 2020: ÖVP 14, Karlheinz Koch 4, Bürger Bewegung Meiningen 2, FPÖ 1.[19]
- Gemeindevertretungswahlen 2025: ÖVP 17, FPÖ 3, Bürger Bewegung Meiningen 1.[20]

### Bürgermeister
- 1879–1891 Jakob Walser
- 1892–1892 Josef Breuß
- 1893–1910 Jakob Walser
- 1910–1919 Josef Meier (vulgo Stoagers)
- 1919–1938 Hermann Nachbaur (Landbund, VF)
- 1938–1938 Franz Brändle (interimistisch)
- 1939–1945 Josef Kühne (vulgo Schrieners)
- 1945–1947 Josef Kühne (vulgo Lisilis)[21]

- 1947–1957 Erwin Kühne (ÖVP)[21]

- 1957–1965 Otto Sieber (ÖVP)[21]
- 1965–1966 Josef Müllner (ÖVP)[21]
- 1966–1975 Rupert Pümpel (ÖVP)[21]
- 1975–1995 Robert Plank (ÖVP)[21]
- 1995–2005 Karlheinz Koch (Freie Wählerschaft)[21]
- 2005–2024 Thomas Pinter (ÖVP)[21][22][23]

- seit 2024 Gerd Fleisch (ÖVP)[24][25][26]

### Wappen
Blasonierung: Gespalten von Blau und Rot. Im blauen Feld ein silberner Rohrkolben mit zwei Blättern, im roten Feld eine silberne Schwertlilie.

### Gemeindepartnerschaften
- Seit dem 4. Mai 2012 besteht eine Städtepartnerschaft mit der deutschen Stadt Meiningen in Südthüringen.[28]

## Persönlichkeiten

### Mit der Gemeinde verbundene Persönlichkeiten
- Adriana Mathis (* 1994), Radsportlerin
- Hermann Nachbaur (1883–1951), Politiker (Landbund, VF)